# Eric Lubbock, 4. Baron Avebury

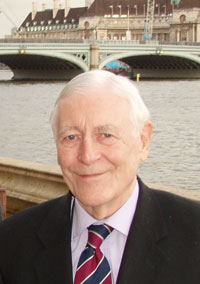
Eric Lubbock, 4. Baron Avebury (November 2006)

Eric Reginald Lubbock, 4. Baron Avebury PC (* 29. September 1928 in London; † 14. Februar 2016 in Camberwell) war ein britischer Adliger und Politiker der Liberal Democrats.

## Karriere
Lubbock besuchte das prestigeträchtige Upper Canada College in Toronto, Ontario, Kanada; die Harrow School und studierte Ingenieurwissenschaft am Balliol College der University of Oxford.
Nachdem er als Leutnant bei den Welsh Guards gedient hatte, arbeitete Lubbock von 1951 bis 1960 bei Rolls-Royce.
Für die Liberal Party gehörte er von 1963 bis 1970 dem Unterhaus an. In dieser Zeit (ab 1963) war er Chief Whip seiner Partei. 1971 erbte er von seinem Cousin, der kinderlos starb, den Titel eines Baron Avebury, seit dieser Zeit war er Mitglied im House of Lords.
Er starb an den Folgen einer Leukämie-Erkrankung.

## Familie
Lubbock war von 1953 bis 1983 mit Kina-Maria O’Kelly de Gallagh verheiratet, aus dieser Ehe hat er drei Kinder. Nach dem Tod seiner ersten Frau heiratete er 1985 Lindsay Stewart; aus dieser Ehe stammt ein Sohn.